# 大藤 (発泡スチロール)
大藤株式会社（だいとう）は、発泡スチロールを中心とする製造と販売をする会社。

## 概要
1946年（昭和21年）戦後の経済混乱の中、創業者近藤清一が永年勤めた諸戸家から独立し、1950年（昭和25年）に諸戸家の援助により、株式会社大藤商会を設立した。
創業当初は木材業を営んでいたが1963年（昭和38年）に当時は最新技術であった発泡スチロールに着目し、大藤化学工業株式会社を設立し発泡スチロールの製造を始めた。
1979年12月2日に株式会社大藤商会の営業部門を吸収し、社名を大藤株式会社と改め現在に至る。
2019年からは最新技術の導入も積極的に取り組んでいる。
3Dプリンターを導入し複雑な造形品にも対応。
2021年にはサンプルカッターを導入して発泡スチロール以外の素材も加工出来るように取り組んでいる。

## 主要製品
- 発泡スチロールEPS
  - 梱包・緩衝材、住宅用断熱材、土木・建築資材、工業用部材、資材、魚箱、野菜箱などの発泡スチロール成形箱、カット加工品。
- 鋳造用消失模型
- 押出法ポリスチレンフォームXPS
- ウレタンフォーム
- 3Dプリンター造形品
- サンプルカッター
- 各種仕入商材
  - 食品用袋、ラベル、各種工業用部材

### 主要設備
- 三浦工業製還流ボイラー3基
- コンプレッサー7基
- 予備発泡機6台
- 大型成形機9台
- 小型成形機12台
- ブロック成形機4台
- ニクロム線NC加工機2台
- 3Dプリンター（FDM方式）3台
- サンプルカッター 1台
- 減容器1台